# Svatý Maron
Svatý Maron (syrsky ܡܪܘܢ, arabsky مَارُون, latinsky Maron; řecky Μάρων, také Maron z Libanonu) byl syrský křesťanský mnich ze 4. století, který působil jako misionář, vedl asketický život poustevníka,  proslul jako kazatel a zázračný léčitel, měl mnoho žáků a následovníků a jejich prostřednictvím byl zakladatelem církve maronitů.

## Život a legenda

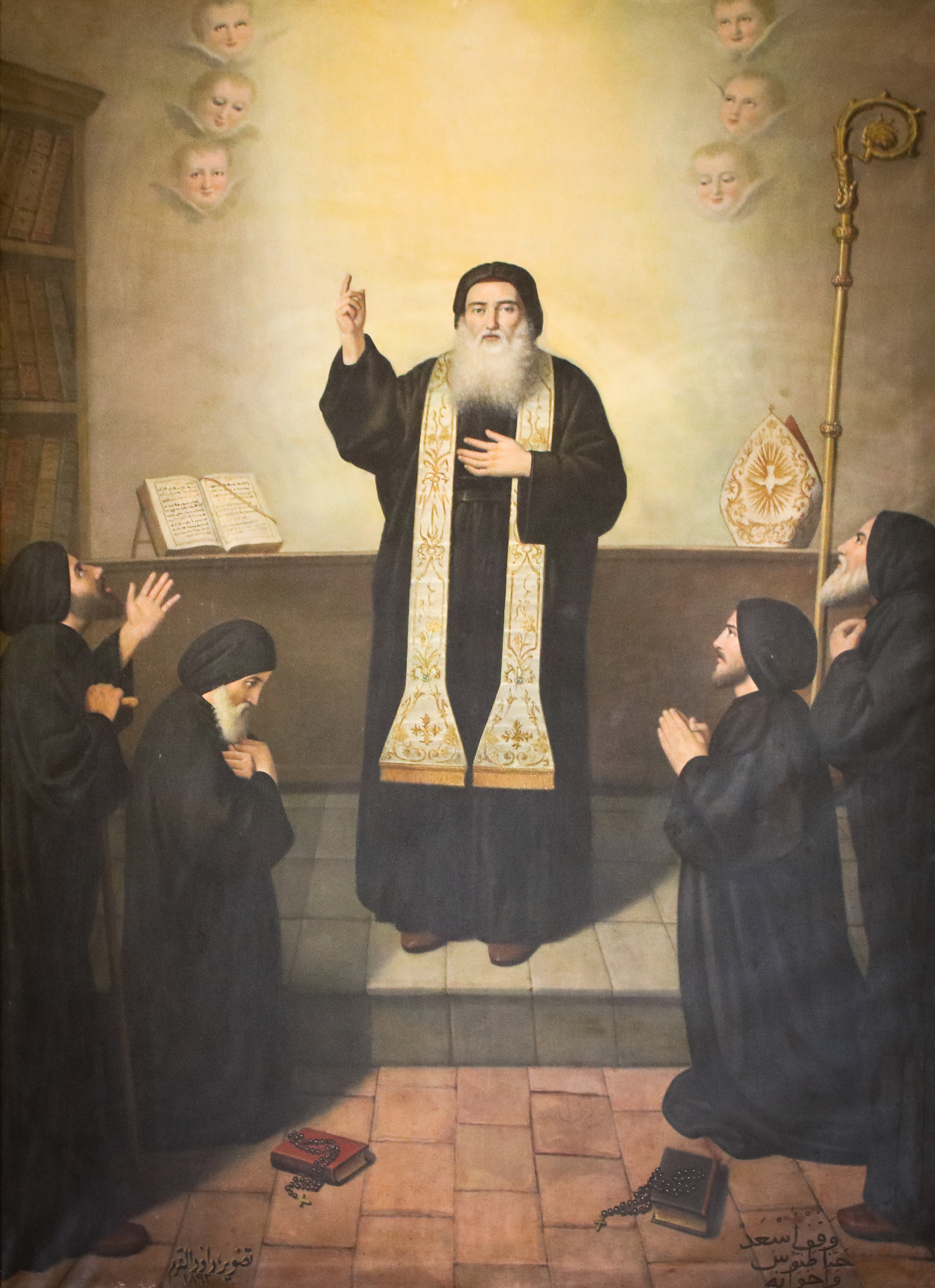
Svatý Maron a jeho žáci, 1863, oltářní obraz v Jezzine, Libanon

Maron se narodil mezi léty 340-350 pravděpodobně ve vsi Kyrrhos v tehdy východořímské (byzantské) provincii Syria Nova. Byl vysvěcen na kněze a působil nejdříve jako kazatel a misionář. Jeho existenci a působení doložil jeho mladší současník, církevní historik Theodoretos z Kyrrhu. Byl v písemném styku s církevním otcem Janem Zlatoústým, který se k němu roku 405 obrátil s obdivným dopisem.
Jako poustevník žil v Antiochii. Odešel do pohoří Taurus, usadil se v Apameji při řece Orontes a brzy kolem sebe soustředil několik žáků. Měl mnoho následovníků, kteří po jeho vzoru vedli poustevnický život anachorétů, v askezi a chudobě, převážně v poušti. 
Po Maronově smrti jeho žáci a následovníci postavili v Apameji na místě Maronovy smrti kostel s klášterem sv. Marona. Tento klášter se poté stal střediskem maronitské církve. Nyní jsou na jeho místě jen ruiny.

## Úcta
Kostely maronitů:

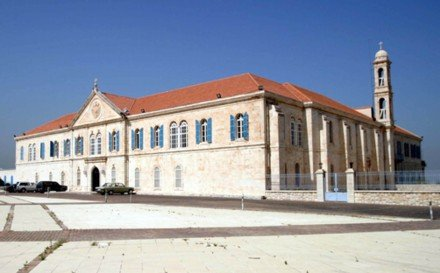
Klášter v Bkerké, Libanon

- Katedrála sv. Eliáše v Aleppu, Sýrie; poničena během syrské války
- Kostel s klášterem v Bkerké, Libanon, sídlo libanonské archieparchie maronitů
- Kostel sv. Marona v Haifě
- Kostel sv. Antonína Velikého v Jaffě
- Kostel sv. Marona v Ciudad de Mexico
- Farnost sv.  Marona, Cleveland, Spojené státy